# 真·三國無雙6
《真·三國無雙6》是由光榮特庫摩公司公司製作與發行的真·三國無雙系列第6部本傳作品，該作於2011年3月10日發售，日文版只對應Playstation 3平台，以及3D顯示功能；歐美版還對應Xbox 360平台（鎖區）。繁體中文版於2011年3月29日發售。並於2011年8月25日發行對應PSP平台的《真·三國無雙6 Special》，以及在2011年9月29日發行對應PS3平台的《真·三國無雙6 猛將傳》，日文版己宣布由PS3獨佔。猛將傳繁體中文版預定於2011年11月24日發售。此外，光榮特庫摩也宣布對應Windows平台的《真·三國無雙6 with 猛將傳》於2012年3月9日发售。此版本整合了本傳以及猛將傳，並同時納入到2011年10月為止所有已於PS3平台發布過但不包含原創服裝和王元姬的Lawson特典的追加下載內容。繁體中文版於2012年6月21日发售，並採用Steam數字遊戲銷售平臺進行產品啟用，但遊戲並不在Steam商店進行銷售。2018年12月6日在Steam上架销售《真·三國無雙6 with 猛將傳DX》。

## 概要
真·三國無雙系列睽違三年多的獨立新作，廣告詞為「進化永無止境」、「電影式一騎當千」。本作亦是系列作首次支援3D對應。過去一向以《三國演義》中較著重描寫的後漢末年至三國鼎立的劇情為主，本次首次導入最後結束了三國時代的第四勢力－晉（史實中司馬氏奪權並建國的時間點在滅蜀後，本作則是三勢力依舊存在時以司馬一族為晉勢力之主力並描述其行動）。可用武將部分則新增多名活躍於三國時代後期的武將，使得本作的可用角色為系列作之冠。大多數的戰場地圖使用真·三國無雙5及其衍生作品的地圖，但有進行小修改。另外NPC武將們的部分戰場台詞則與5代相同（但有重新配音過，可聽出抑揚頓挫及聲調的不同）。

## 系列作品
- 2011年3月10日 - 真·三國無雙6  （PS3）
- 2011年8月25日 - 真·三國無雙6 Special  （PSP）
- 2011年9月29日 - 真·三國無雙6 猛將傳 （PS3）
- 2011年12月17日 - 真·三國無雙 NEXT （PSV）
- 2012年3月9日 - 真·三國無雙6 with 猛將傳 （Windows）
- 2012年4月26日 - 真·三國無雙 VS （3DS）
- 2012年11月8日 - 真·三國無雙6 帝王傳 （PS3）
- 2018年12月6日 - 真·三國無雙6 with 猛將傳 DX（Windows）

## 登場角色
真·三國無雙6是本系列登場人數次多的系列，人數高達62名武將（加上猛將傳的郭嘉、王異、復出的龐德和帝王傳的徐庶共66位）。
魏的代表神獸是「鳳凰」，勢力顏色是紫藍色。
吳的代表神獸是「虎」，勢力顏色是紅色。
蜀的代表神獸是「龍」，勢力顏色是綠色。
晉的代表神獸是「麒麟」，勢力顏色是水蓝色。
他的代表圖騰是「牡丹」，勢力顏色是黃色。

### 這代所有的復出和新加和武將勢力變更角色與新加的勢力
- 魏：蔡文姬（新增）、賈詡（新增）、龐德（猛將復出）、王異（猛將新增）、郭嘉（猛將新增）
- 蜀：姜維（復出）、劉禪（新增）、星彩（復出）、馬岱（新增）、關索（新增）、鮑三娘（新增）、徐庶（帝王新增）
- 吳：大喬（復出）、丁奉（新增）、練師（新增）
- 晉（新勢力）：司馬懿（從魏勢力變成晉勢力）、司馬師（新增）、司馬昭（新增）、鄧艾（新增）、王元姬（新增）、鍾會（新增）、諸葛誕（新增）、夏侯霸（新增）、郭淮（新增）
- 他：孟獲（復出）、祝融（復出）

本作在大量增加新角色之餘，亦將5名於5代本傳被刪除的角色復活，其中新角色蔡文姬先前在MR2登場，孟獲已經在5 Special中為追加角色出場，姜維與大喬則在MR復出（二人皆直接沿用MR2服裝），另外星彩與祝融則在本作復出。龐德則在6猛將傳復出。而餘下只有左慈未在6代復出。

## 遊戲系統的改革

### 武器
玩家角色可以使用所有類型的武器（多節鞭是女專用，大劍爲男專用。角色使用不擅長的武器時適性會降低，無法打出原始武器的全部效果），而通過擊敗部分敵方武將可以獲得對方的武器；部分武器亦可向武器商人購買。
戰場上可以自由裝備兩把武器，並在戰鬥中能通過R1鍵自由切換，切換的同時可以發動具有特殊效果的Variable（易武）攻擊，連續攻擊也可以在承受攻擊時進行反擊，以達到更自由的進行戰鬥。
每個角色皆有最擅長的武器，在該武器示意圖下方會有“EX”字樣可供玩家辨識，裝備EX武器時則可在特定的連段下使出每個武將獨有的EX攻擊。
目前不計算DLC在遊戲中能獲得的武器一共36種，每種武器皆有弱到強不同的10把（槍、刀、雙劍則有11把）。部分武器需要寶具制作技能才可在武器店購買，部分特定武器則須在傳奇模式中達成特定條件才能獲得。
另外NPC無雙武將的預設武器（特指發動無雙時持有的，因本作NPC敵將也會自行變更武器）並非一定是最高等的武器；以同樣EX武器為羽扇的諸葛亮、司馬懿及諸葛誕舉例，NPC諸葛亮是使用白羽扇，NPC司馬懿是使用疾風羽扇，NPC諸葛誕則是使用雷光羽扇。

### 動作與無雙
動作系統回歸傳統的C技，而非延續5代系列的連舞系統，但動作並非跟随人物而是跟随武器，也就是說所有人使用同一樣武器都會使出同樣的動作，只有 EX 攻击除外。
每個人物在使用自己的EX武器時都會使出一招EX攻击，通常接在C技的其中一招之後。例如：曹操和司馬昭的EX武器均為刀，戰鬥時共用刀動作模組；司馬昭的EX攻击是把人踩在腳下當滑板，而曹操的則是召喚一陣冰屬性的箭雨。
每個角色無雙則有不同動作的兩種（有的角色的無雙2是在空中發動，有些角色兩種無雙都是在地面發動但按法不同：一種是直接按無雙鍵；另一種則按住易武鍵时加按無雙鍵），並且無雙槽最多可有四段（藉由技能可增加一格，而不同的武器上裝備特殊的印亦可增加），可以選擇連續或者先後放出。
無雙攻擊則为歷代最強化，不光威力增强、无双槽增长速度加快，補充無雙的道具－老酒－的掉落率亦大幅增加，使玩家甚至可以用無雙攻擊當作主力通關。
另外，不论敌我武將發動無雙時都无敌；而玩家使用無雙時連友軍NPC也會被捲入（但不會受到傷害）。
每個角色發動無雙時都是以某把EX武器發動，但不須特意切換，縱使兩把武器都不是EX武器也能照常發動無雙亂舞。

### 角色育成與技能
角色的育成方面，廢除了5代使用的角色升級制，並將1到4代使用的擊倒敵方武將後拾取劍、盾、點心增加攻擊、防禦、體力之制度回歸。每個武將能增加到的攻擊、防禦、體力最大值也相同（體力上限1000，攻擊、防禦上限1400）。
技能方面，延續但簡化了5代的技能樹，每個角色皆有十個左右技能，只要使用武功(戰鬥中擊倒敵方武將可自動獲得)購買即可，無雙亂舞2、增加無雙槽，以及過去藉由升級而習得的動作如：增加普通攻擊次數、新的蓄力攻擊等在本代都是從技能樹習得。
角色將所有技能習得後就可開啟角色語音鑑賞，等同5代時等級練到滿。
另外，5代的迴避、跳躍蓄力攻擊、每種模組的兩種殺陣取消，但部分的殺陣動作則留在類似武器的動作模組裡。

### 印
每把武器皆可裝備特定數量的「印」，數量由最少的一格到最多的五格，當中有「攻擊力增加」「特定武器天稟」「無雙+1」「馬術強化」...等各種不同的能力。印的升級難易度可由底色分為三種：容易為綠色、普通為橙色、困難為紅色。每種武器皆可以裝備所有的印，但同種印只可裝備一個。比如，你在第一把武器上裝備了「攻擊力增加」，那就不能再裝備該印了，但第二把武器還是可以加的。印的獲得法為戰鬥中使用特定武器擊倒敵人增加經驗，達到其上限即能獲得。在編年史模式中，可以把武器寄放於鍛冶屋，隨著戰鬥次數而累積經驗自動升級。

### 其他變更
取消時間限制及战场兵力对比表，只要沒有達成勝利或失敗條件的話即可一直行動。本作因有編年史模式而沒有自由模式。另外，過去的各角色獨有的勝利動作亦全面取消。改變5代的據點攻佔方式，即進入敵方據點時改為殺死全部守備頭目即可攻佔該據點，畫面上方亦沒有據點內的敵人數目顯示，而且攻佔據點後，該據點不會自動出兵，據點內亦沒有回復體力的道具。5代的以自身武器攻擊城門系統被取消，即不能以角色直接攻擊城門，必須擊殺城門守將、守備頭目、使用兵器破壞或達成特定條件才可打開城門，這變更使許多玩家不能以「直搗」的方式直接擊殺敵軍總大將快速獲勝。繼承5代的游泳和可以從某些山崖或地段跳躍至山下的系統，但游泳速度比前作快上不少，且能游泳的戰場並不多，多數以淺灘代替。在作戰時敵方主要武將大多不會有坐騎（除呂布、關羽外），敵方無雙武將（玩家可選武將）會在戰鬥時使用無雙亂舞，而且不能阻止。

### 故事模式
分為魏、吳、蜀、晉4個勢力，各勢力大概有15-25個關卡（戰役均為15個），故事劇情及設定主要根據三國演義，但也有少部分改為原創。
本次為真三系列首次導入了從实时演算的過場動畫直接進入遊戲的Seamless（無縫）遊玩。
每關操作武將不同，但不能更換角色（特别版和Windows版允許）及使用2P遊玩；另外部分武將在故事模式中能使用的次數極少、甚至沒有。而沒有的武將則是在戰史模式都各有代表關卡，包括他勢力，而且在此後猛將傳會出現他們特有的關卡。
在特定場合可以使用地圖兵器（如連弩砲台等），使戰局更有利。
部分大型戰役如長坂之戰則分割為前後篇，且使用武將不同，如前篇為趙雲，後篇為張飛。
隨著故事進展而有的武將叛逃（如張郃在官渡之戰·後篇在火烧乌巢后向曹操军投降）、戰死（如典韋在中場的宛城之戰、夏侯渊在中場的定軍山之戰）等事件會有串場動畫，且可以在通關後在幕舍播放；部分更換勢力的武將（如張遼、張郃、甄姬、關羽、孫尚香、姜維、夏侯霸和諸葛誕等）其衣裝會在動畫中變為該勢力的顏色。

#### 關卡一覽
| 關卡   | 魏                          | 使用角色 | 吳                          | 使用角色 | 蜀                            | 使用角色 | 晉                                    | 使用角色 |
| ------ | --------------------------- | -------- | --------------------------- | -------- | ----------------------------- | -------- | ------------------------------------- | -------- |
| 一     | 黃巾之亂（廣宗）・前篇      | 夏侯惇   | 黃巾之亂・前篇              | 孫堅     | 黃巾之亂・前篇                | 劉備     | 公孫淵之亂（遼東）                    | 司馬懿   |
| 二     | 黃巾之亂・後篇              | 夏侯惇   | 黃巾之亂・後篇              | 孫堅     | 黃巾之亂・後篇                | 劉備     | 蜀討伐戰（興勢山）                    | 司馬昭   |
| 三     | 董卓的陷阱（洛陽）          | 曹操     | 涼州討伐                    | 孫策     | 反董卓聯合・前篇              | 關羽     | 正始之變                              | 司馬懿   |
| 四     | 反董卓聯合・前篇            | 夏侯淵   | 區星之亂（長沙）            | 孫權     | 反董卓聯合・後篇              | 關羽     | 蜀擊退戰（牛頭山）                    | 司馬師   |
| 五     | 反董卓聯合・後篇            | 夏侯淵   | 反董卓聯合・前篇            | 孫堅     | 徐州之戰                      | 張飛     | 王淩之亂                              | 司馬懿   |
| 六     | 兗州之戰                    | 典韋     | 反董卓聯合・後篇            | 孫堅     | 下邳之戰                      | 關羽     | 東興之戰・前篇                        | 諸葛誕   |
| 七     | 徐州之戰・前篇              | 許褚     | 荆州之戰（襄陽）            | 孫策     | 官渡之戰                      | 趙雲     | 東興之戰・後篇                        | 王元姬   |
| 八     | 徐州之戰・後篇              | 許褚     | 吳郡之戰・前篇              | 周瑜     | 新野之戰                      | 張飛     | 合淝新城之戰                          | 司馬師   |
| 九     | 宛城之戰・前篇              | 典韋     | 吳郡之戰・後篇              | 孫策     | 長坂之戰・前篇                | 趙雲     | 第二次蜀擊退戰（天水）・前篇          | 郭淮     |
| 十     | 宛城之戰・後篇              | 曹操     | 壽春之戰                    | 孫尚香   | 長坂之戰・後篇                | 張飛     | 第二次蜀擊退戰・後篇                  | 鄧艾     |
| 十一   | 下邳之戰                    | 夏侯惇   | 突襲許昌・前篇              | 孫策     | 赤壁之戰・前篇                | 趙雲     | 司馬師遇刺                            | 司馬昭   |
| 十二   | 官渡之戰・前篇              | 曹丕     | 突襲許昌・後篇              | 孫權     | 赤壁之戰・後篇                | 關羽     | 毌丘儉・文欽之亂（樂嘉）・前篇        | 司馬師   |
| 十三   | 官渡之戰・後篇              | 曹丕     | 夏口之戰                    | 孫權     | 雒城之戰                      | 龐統     | 毌丘儉・文欽之亂・後篇                | 司馬師   |
| 十四   | 長坂之戰                    | 張遼     | 赤壁之戰・前篇              | 周瑜     | 成都之戰                      | 諸葛亮   | 第三次蜀擊退戰（洮水）                | 司馬昭   |
| 十五   | 赤壁之戰・前篇              | 許褚     | 赤壁之戰・後篇              | 黃蓋     | 定軍山之戰                    | 黃忠     | 第四次蜀擊退戰（段谷）・前篇          | 鍾會     |
| 十六   | 赤壁之戰・後篇              | 曹操     | 南郡之戰                    | 甘寧     | 樊城之戰・前篇                | 關羽     | 第四次蜀擊退戰・後篇                  | 鄧艾     |
| 十七   | 潼關之戰                    | 賈詡     | 合淝之戰・前篇              | 甘寧     | 樊城之戰・後篇                | 關索     | 諸葛誕之亂・前篇                      | 司馬昭   |
| 十八   | 陽平關之戰                  | 夏侯淵   | 合淝之戰・後篇              | 凌統     | 夷陵之戰・前篇                | 趙雲     | 諸葛誕之亂・後篇                      | 司馬昭   |
| 十九   | 合淝之戰・前篇              | 張遼     | 樊城之戰・前篇              | 陸遜     | 夷陵之戰・後篇                | 諸葛亮   | 皇帝發難                              | 司馬昭   |
| 二十   | 合淝之戰・後篇              | 張遼     | 樊城之戰・後篇              | 呂蒙     | 天水之戰                      | 諸葛亮   | 成都攻略戰（陽平關）・前篇            | 鍾會     |
| 二十一 | 定軍山之戰・前篇            | 夏侯淵   | 夷陵之戰・前篇              | 陸遜     | 五丈原之戰・前篇              | 姜維     | 成都攻略戰（涪城）・中篇              | 鄧艾     |
| 二十二 | 定軍山之戰・後篇            | 張郃     | 夷陵之戰・後篇              | 陸遜     | 五丈原之戰・後篇 （蜀傳結局） | 姜維     | 成都攻略戰（劍閣）・後篇 （晉傳結局） | 司馬昭   |
| 二十三 | 樊城之戰・前篇              | 夏侯惇   | 洞口之戰・前篇              | 孫權     |                               |          |                                       |          |
| 二十四 | 樊城之戰・後篇 （魏傳結局） | 夏侯惇   | 洞口之戰・後篇 （吳傳結局） | 孫權     |                               |          |                                       |          |

### 戰史模式
「戰史(Chronicle，直譯編年史)模式」是本代新加入的遊玩模式。在此模式中，玩家可以挑選自己喜歡的武將，在六角格組成的中國地圖上，挑戰各種依照《三國志》故事設計的戰鬥。玩家將以一名武將的立場投身亂世，挑戰多數戰鬥，在關卡中體驗戰鬥的樂趣。最初只有9名武將可供選擇，其餘武將須在此模式中通過該武將的列傳、或在故事模式中以該武將成功通關才能使用；由於故事模式能選武將十分有限，大部分武將都須在此模式解鎖。
地圖上每個格子各代表一個關卡，分為「都城」與「戰場」兩種。
都城裡有數種設施，玩家可以在此進行戰鬥前的整備；此外，特定情形下武將會前來都城。玩家能透過對話加深與其羈絆，當羈絆值到達一定程度後就可以讓該武將作為戰友，與自己共負戰場並肩作戰。
- 都城中的设施包括：

1. 打鐵舖：可以付錢寄放武器，寄放的武器會随著戰鬥提升獲得印的計量表。
2. 武器店：可以委託製作特定武器；随著都城的解放，可製作的武器也會增加。
3. 料理店：可以設定戰友與支援獸；支援獸分為可供玩家騎乘的騎乘型與跟隨玩家進攻或支援的支援型。
4. 行商人：偶爾出現，可以用較低的價格製作特定武器，還能購買支援獸與付錢邀請支援武將(一戰限定，可增加羈絆值)。
5. 修學士：偶爾出現，會出有關《三國志》的問答，答對四題以上題數可獲得獎金，當都城全解放時將停留在都城中，並可重複問答

戰場則設定了各種難度不一、特定條件與一定報酬的戰鬥，玩家要在避免達成失敗條件下完成勝利條件。
- 戰場能藉由圖示辨別其種類，包括：

1. 狀態提升：過關後會隨機提升體力、攻擊及防禦其一，或者增加名聲。可不限次數增加。
2. 都城解放：過關後會解放都城，玩家能自由進出並使用該都城之設施。
3. 武器獲得：過關後會獲得武器。
4. 寶具獲得：過關後會獲得稀有的武器。
5. 支援獲得：過關後會獲得支援獸。
6. 武將列傳：每個武將都有自己專屬的數場有劇情之特定戰場。過了第一關後該武將會前往都城，與其交談可大幅增加羈絆值；所有列傳都通關後可得到該武將的壁紙，若此武將尚不可操作則會變成可操作角色。

戰史模式支援分割畫面的兩人合作／網路連線的合作遊玩，玩家可以挑戰不同於單人遊戲時的攻略方法，亦可聯手施展强力的「激·無雙亂舞」（只限無雙亂舞1）。

### 主題曲
本作主題曲為近畿小子所演唱的『Time』。
在故事模式晉傳過關後的片尾製作人員列表使用，但因為版權問題僅限於PS3和PSP版。

### DLC

#### 編年史模式追加劇本
- 追加地圖劇本組（200日元/組）

每組各3個劇本
- 真三國無雙1代重制劇本，共8組，即黃巾、虎牢關、官渡、長坂、赤壁、合肥、夷陵、五丈原，且每組都附帶對應的BGM
- 真三國無雙4代重制劇本，共2組，分別是官渡、夷陵
- 真三國無雙3代重制劇本，共2組，分別是長坂、五丈原
- 真三國無雙2代重制劇本，共2組，分別是南中、合肥
- 原創地圖，共3組，分別是三江城、冀城、建鄴

- 激鬥劇本組（200日元/組）

每組各4個劇本，一共5組，每組分別是猛將傳傳奇模式的兩組的合集。與猛將傳傳奇模式的主要區別是猛將傳的新角色龐德、郭嘉、王異不會登場
- 寶具獲得戰（100日元/組）

一共5組，每組各1個。購買追加武器系統戰戈、爆彈、短戟、大斧、狼牙棒各自附帶的劇本
- 追加武器獲得組（100日元/組）

一共4組，每組各3個。購買追加武器獲得組1、2、3、4各自附帶的劇本。每組可獲得21個武器

#### 服裝
- 5代衣裝（免費）

5代的固有武將42人之5代服裝（孟獲為5代帝王傳版本），而大喬、姜維、星彩和祝融則為無雙Orochi Z新增的第四套服裝。
- 4代衣裝（免費）

4代的固有武將46人（不含龐德、左慈）之4代服裝。
- 3代衣裝（免費）

3代的固有武將42人之3代服裝，曹丕、凌統、關平、星彩的則為無雙OROCHI Z的第三套服裝。
- 2代衣裝（300日元）

2代的固有武將39人的衣裝組
- 三國無雙衣裝（100日元）

趙雲、呂布、夏侯惇、太史慈、貂蟬的『三國無双』衣裝
- 原創衣裝1（500日元/組，各4組，全套打包1800日元）

以現代學園為主題
- 幻想風衣裝（500日元）

本傳新增加的16人的特別衣裝
- 原創衣裝2（500日元/組，各4組，全套打包1800日元）

以神話、童話為主題

#### 武器
- 追加武器系統（100日元/套）

- 戰戈。官網的演示武將為月英，在同系列的《NEXT》、《Orochi 2》、《6 Empires》、《7》中正式成為月英的武器，跟過去的《3》和《4》代相同
- 爆彈。官網的演示武將為黃蓋，在同系列的《NEXT》、《Orochi 2》、《VS》、《6 Empires》、《7》中正式成為董卓的武器
- 短戟。官網的演示武將為典韋，在同系列的《Orochi 2》中成為客串角色內梅亞的動作模組，《6 Empires》中成為編輯武將的武器，而在《7》加入新攻擊原素並成為新角色韓當的武器
- 狼牙棒。官網的演示武將為孟獲，在同系列的《NEXT》、《Orochi 2》、《6 Empires》、《7》中正式成為龐德的武器，而在《5》中成為夏侯惇的臨時武器
- 大斧。官網的演示武將為徐晃，在同系列的《NEXT》、《Orochi 2》、《6 Empires》、《7》中正式成為徐晃的武器，跟過去的《2》〜《4》代相同

以上5種武器，每套各附帶一個編年史模式的寶具獲得戰劇本
- 雙杖。官網的演示武將為大喬，在同系列的《Multi Raid 2》、《6 Empires》、《7》中正式成為大喬的武器
- 牙壁。官網的演示武將為曹仁，在同系列的《6 Empires》、《7》中正式成為曹仁的武器，跟過去的《3》和《4》代相同
- 迅雷劍。官網的演示武將為司馬師，在同系列的《6 Empires》、《7》中正式成為司馬師的武器
- 鐵舟。官網的演示武將為黃蓋，在同系列的《6 Empires》、《7》中正式成為黃蓋的武器
- 飛刀。官網的演示武將為祝融，在同系列的《6 Empires》、《7》中正式成為祝融的武器，跟過去由《2》〜《4》代的投弧刀相同
- 斷月刃。官網的演示武將為丁奉，在同系列的《6 Empires》、《7》中正式成為丁奉的武器

以上6種武器，每套的攻擊力相當於猛將傳的究極難度的秘武
- 追加武器獲得組（100日元/組）

以現代物品為主題的武器。一共6組，每2組對應全部本傳的武器系統，以及已經購買的戰戈、爆彈、短戟、狼牙棒、大斧。前4組各帶一組編年史模式的劇本（每組3個），武器的攻擊力和孔數與本傳的寶具相同。組5和6的武器可直接使用，攻擊力和孔數與傳奇模式究極難度獲得的秘武相同

#### BGM
2代-5代的一些BGM，全部免費，每組4首，一共15組。另外1.02和1.03升級各附帶2組

#### 其他
- PS3專用主題（免費）

分別是獲得2011年gamecity人氣投票前3名的王元姬、夏侯惇和陸遜
- PSN頭像

包括猛將傳增加的龐德、郭嘉和王異共65人，每個角色單獨下載各50日元；每個勢力各500日元，共4組；一次全部打包下載1500日元
- Lawson店員版王元姬服裝和原創鏢類武器白鶯

Lawson的預約特典。

## 真三國無雙6 Special

### 真三國無雙6 Special 的變化
- 故事模式可使用其他武將，可2人聯機遊玩。
- 戰史模式追加可2-4人聯機遊玩。
- 追加可以用報酬金購買提升人物能力的道具，以及人物能力初始化的機能。
- 可游泳的水域全部變成淺灘，5代赤壁之戰的地圖的水域無法進入。
- 戰場上擊破敵將掉落的武器以武器盒子的樣子顯示
- 戰史模式進入戰鬥的讀取界面沒有武將的簡介，隨機顯示已解鎖的壁紙，自主變更BGM改為在大地圖上操作。
- 每名武將各增加2張壁紙，解鎖條件是戰史模式名聲5萬以上和20萬以上時，用該武將完成任意一場戰鬥。
- 可通過PS3版的存檔初始直接解鎖所有武將。
- 日文版初回特典是王元姬的兩套衣服。

### DLC
- 前作BGM

全部免費，一共6組，每組8首，是本傳的每兩組追加BGM的合集
- 王元姬的黑、白衣裝

首發特典

## 真三國無雙6 猛將傳

### 追加要素
- 追加傳奇模式，有以下內容

1、以本篇故事模式沒有作為默認玩家操作武將為主角的英傑傳劇本，以及8個來自2、4、5代的傳奇劇本。
2、追加秘藏武器，需要在修羅難度和究極難度的指定劇本達成條件獲得，本傳追加的5個DLC武器模組沒有秘藏武器。
3、追加武將成長要素「將軍位」。
4、居城發展到一定程度，可購買強化武將能力的道具。
- 追加挑戰模式，可以單人或雙人上下分屏遊玩，成績可以通過PSN上傳。一共4項內容：

1、「彗星」：10分鐘內，以將敵人擊落擂臺的數量為成績。
2、「暴風」：10分鐘內，以擊破敵人的數量為成績。
3、「迅雷」：以到達終點的時間為成績。
4、「百花」：20分鐘內，以擊破敵將的數量為成績。
- 追加魏國三名可操作的新武將 郭嘉、龐德、王異，其中本傳的故事模式和戰史模式（DLC關卡除外）登場的郭嘉的造型轉為猛將傳的造型。
- 在「真‧三國無雙6」和猛將傳新登場的16名角色，追加全新的特別衣裝。
- 追加新武器系統「打球棍」、「朴刀」、「龍槍」、「筆架叉」、「雙矛」、「偃月刀」。
- 以下角色的EX武器將有所變更：

夏侯惇：刀 → 朴刀
趙雲：  槍 → 龍槍
關羽：  戟 → 偃月刀
張飛：  長柄雙刀 → 雙矛
- 天稟武器的特技，將會追加新動作「無影腳」和「轉身」，再加上本篇原有的「旋風」「輕功」合共4種。
- 故事模式可使用其他人物，亦可二人上下分屏遊玩、聯機遊玩。
- 追加難度「究極」。
- 遊玩100萬人的真三國無雙，可以解鎖支援獸黃金熊貓和北斗
- 玩家操作角色的體力上限增加至1000、攻防上限增加至1400、力和速上限增加至100。
- 選擇劇本時，在已經完成的難度旁邊有「Clear」記號。戰史模式下，完成較高難度後，該劇本所對應的低難度直接標記「Clear」。
- 通過連動（MIXJOY）可以遊玩本篇的故事模式、戰史模式，使用已經下載的DLC劇本，鑑賞本傳故事模式的CG和即時演算事件、人物壁紙、戰史模式的對話。

連動後的戰史模式在最初可以使用所有武將，而新增的武將也會在城裡登場，同一劇本隨著難度的改變獲得的金錢數也會改變。

### DLC

#### 傳奇模式追加劇本
- 激鬥劇本（各100日元）

每組各2個，一共10組
- 前作重制劇本（各200日元）

每組各3個
- 4代重制劇本2組，分別是官渡、夷陵
- 3代重制劇本2組，分別是長坂、五丈原
- 2代重制劇本2組，分別是南中、合肥

除4代的官渡外，另外5組都附帶各自對應的BGM

#### 武器
- 追加武器獲得組（免費）

猛將傳追加的6種武器系統的聖誕主題的武器

#### 衣裝
- 原創服裝1 — 郭嘉・王異・龐徳（免費）

三人的現代學園主題的服裝
- 幻想風衣装 — 郭嘉・王異・龐徳（免費）

三人的追加衣裝，其中龐德的為無雙orochi Z的第四套衣裝
- 原創服裝2 — 郭嘉・王異・龐徳（100日元）

三人的神話、童話主題的服裝

#### 壁紙
- 追加壁紙（免費）

本傳的62人的壁紙為PSP版追加壁紙的其中之一
- 特別壁紙

每個角色單獨購買20日元；勢力打包300日元，共4組；一次全部打包1000日元
內容是每個角色的本傳的Treasure Box同捆的原畫的壁紙，其中猛將傳追加3人的為全新繪製的
本傳升級至1.03也可使用
- 勢力集合（100日元）

一共5張，對應5個勢力

#### 其他
- 初回、店鋪特典組（200日元）

收錄以下內容：
- 龐德、王異和郭嘉的原創服裝「夏服」，王元姬的服裝「Lawson原創浴衣」
- 雙鉞類武器「獸吼雙鉞」；筆架叉類武器「炎爪叉」；打球棍類武器「斬影打倒棍」、「天雷破魔棍」、「爆炎不滅棍」；鏢類武器「白鶯改」

- 龍槍類武器「烈卷槍」

Premier Box限定武器
- 朴刀類武器「朽麟尾刀」

真三國無雙6猛將傳 Complete Guide 特典
- 偃月刀類武器「冰麟偃月刀」

真三國無雙6猛將傳 Scenario Collection 特典

## 真三國無雙6 with 猛將傳（Windows版）

### 内容
2012年3月9日发售，有以下要素：
- 整合了本傳+猛將傳；
- 收錄了2011年10月為止的DLC，原創服裝、王元姬的Lawson特典、追加武器組3和4除外。戰史模式完成所有武將列傳解鎖5個DLC武器的寶具獲得戰；完成初始的全部關卡解鎖8個1代重制、3個原創地圖以及追加武器組1和2；
- 增加本傳DLC武器戰戈、爆彈、短戟、狼牙棒和大斧的圖標；
- 完成傳奇模式可解鎖支援獸黃金熊貓和北斗；
- 不支持聯機遊戲和3D顯示；

### 问题
有大量玩家反映猛將傳Windows版会出现过场动画音画不同步的现象：在中文版和日文版的设置界面中关于跳帧的设定完全不同，导致动画拖慢但声音仍原速播放。（NVIDIA显卡無此問題）
一些 DLC 武器在编年史模式获得后会导致游戏崩溃，之后便无法获得。
若干 DLC 关卡的剧情触发错误，导致玩家无法通过本该开放的据点击杀敌方武将完成任务。

## 真三國無雙6 帝王傳
- 增加新武将（徐庶），新武器系统

- 以下角色的EX武器將有所變更：
  - 上面提到的DLC武器的使用武将
  - 夏侯霸：大剑→破城枪

## 外部連結
- （日語） 真·三國無雙6日本官方網站 （页面存档备份，存于）
- （日語） 真·三國無雙6 猛將傳日本版官網 （页面存档备份，存于）
- （繁體中文）真·三國無雙6 台灣官方網站
- （英文）真·三國無雙6 北美官方網站 （页面存档备份，存于）
- （英文）真·三國無雙6 英國官方網站
- （法文）真·三國無雙6 法國官方網站
- （德文）真·三國無雙6 德國官方網站
- （西班牙文）真·三國無雙6 西班牙官方網站
- （意大利文）真·三國無雙6 義大利官方網站